# Rie Thomsen
Rie Thomsen er Danmarks første professor i karrierevejledning ved Aarhus Universitet. Thomsen skrev i 2009 sin Ph.d.: ”Vejledning i fællesskaber - karrierevejledning fra et deltagerperspektiv”, som hun modtog Schultz vejledningspris for i 2013, og har siden forsket bredt i uddannelses-, erhvervs- og karrierevejledning.

## Forskning
Et af Thomsens særlige bidrag til forskning i vejledning nationalt og internationalt potentialet er, at tænke vejledning ind i de fællesskaber, mennesker er en del af (Career guidance in communities). En central pointe er at deltagerne gennem deres deltagelse skaber nye præmisser for vejledningsaktiviteten. Endvidere har hun udviklet en social praksisteori, der viser hvordan vejledning er medproducerende i de samfundsmæssige strukturer, herunder at deltagelse gennem vejledningsaktiviteter er mulighedsskabende for at ændre unge og voksnes arbejds- og livsbetingelser.
Ifølge teorien om Vejledning i fællesskaber er vejledning en praksis, hvor mennesker skal kunne udforske deres muligheder sammen med én, der har en professionel indsigt i muligheder indenfor uddannelse såvel som udviklingen på arbejdsmarkedet.
Et andet væsentligt forskningsbidrag er forsknings- og udviklingsprojektet Udsyn i udskolingen, som omhandler unge og uddannelsesvalg. Projektet belyser hvordan danske skoleelever i 7-9. klasse kan få mere viden og erfaring med ungdomsuddannelserne og erhvervs- og arbejdsmarkedet. Projektet konkluderer at det er muligt og ønskeligt at fremhæve vejledningsprocessen som et lærings- og dannelsesanliggende mere end et valganliggende.

## Beskæftigelse
Sideløbende med sin stilling som professor MSO på Aarhus Universitet, arbejder Thomsen som professor i karrierevejledning på Universitetet i Sørøst-Norge (no) og som professor på University of Lower Silesia i Polen. Endvidere er hun leder på den europæiske forskerskole indenfor karrierevejledning, samt er forfatter på bloggen Carreer Guidance and Social Justice der debatterer karrierevejledning og social retfærdighed.

## Aktuelle tillidsposter
2019 - Redaktionsmedlem i Nordic Journal of Transition, careers and guidance
2016 - Grundlægger og koordinator af Nationalt Netværk for forskning i vejledning
2015 - Medlem i The International Advisory Board, The British Journal of Guidance and Counseling
2015 - Peer reviewer og kvalitetsikring for Det Nationale Forsknings- og Analysecenter for Velfærd (VIVE) og Center for Ungdomsforskning (CEFU)
2013 - Medlem af Scientific Committee for European Doctoral Programme in Career Guidance and Counceling (ECADOC)

## Publikationer
Thomsen har siden 2005 offentliggjort mere end tredive artikler i peer reviewed internationale tidsskrifter og antologier. Derudover har hun har skrevet seks bibliografier og været medforfatter til tretten. Nedenstående publikationer er et udsnit af Thomsens udgivelser.
- Skovhus, R.B. & Thomsen, R (2020). From career choice to career learning. In Haug, E. Hooley, T., Kettunen, J., & Thomsen, R., Career and career guidance in the Nordic countries. Leiden: Brill.
- Haug, E. Hooley, T., Kettunen, J., & Thomsen, R (2020). Setting Nordic career guidance in context – The five co’s of Nordic career guidance. In Haug, E. Hooley, T., Kettunen, J., & Thomsen, R., Career and career guidance in the Nordic countries. Leiden: Brill.
- Hooley, T., Sultana, R., & Thomsen, R. (2019). Representing problems, imagining solutions: emancipatory career guidance for the multitude. In T. Hooley, R. Sultana, & R. Thomsen, Career guidance for emancipation - reclaiming justice for the multitude (In press). London: Routledge.
- Hooley, T., Sultana, R., & Thomsen, R. (2019). Towards emancipatory career work: What is to be done? In T. Hooley, R. Sultana, & R. Thomsen, Career guidance for emancipation - reclaiming justice for the multitude. London: Routledge.
- Andreassen, I. H., Einarsdottir, S., Lerkkanen, J., Thomsen, R., & Wikstrand, F. (2019). Diverse histories, common ground and a shared future: the education of career guidance and counselling professionals in the Nordic countries. International Journal for Educational and Vocational Guidance, 19(3), 411-436. https://doi.org/10.1007/s10775-018-09386-9.
- Hooley, T., Sultana, R., & Thomsen, R. (2018). The neoliberal challenge to career guidance – Mobilising research, policy and practice around social justice. In T. Hooley, R. Sultana, & R. Thomsen, Career Guidance for Social Justice: Contesting Neoliberalism (pp. 1–27). London: Routledge.
- Weber, P. C., Katsarov, J., Cohen-Scali, V., Mulvey, R.,Nota, L., Rossier, J. and Thomsen, R. (2018). European Research Agenda for Career Guidance and Counselling, in V. Cohen-Scali, J. Rossier, and L. Nota (Eds.), New Perspectives on Career Counseling and Guidance in Europe (pp. 219-250). Berlin: Springer.
- Poulsen, B.K., Skovhus, B. R., & Thomsen, R. (2018). Widening opportunities for career guidance - Research circles and social justice. In T. Hooley, R. Sultana, & R. Thomsen, Career Guidance for Social Justice: Contesting Neoliberalism (pp. 211–227). London: Routledge.
- Thomsen, R. (2017). Career guidance in communities: a model for reflexive practice. Derby: International Centre for Guidance Studies. University of Derby http://hdl.handle.net/10545/621596.
- Skovhus, R. B., & Thomsen, R. (2017). Popular problems. British Journal of Guidance and Counselling, 45(1), 112-131. DOI: 10.1080/03069885.2015.1121536.
- Thomsen, R., Skovhus, R. B., & Buhl, R. (2017). Forskningscirkelledelse i praksis: research circle management in practice. Nordic Studies in Education, 37(1), 46-60. https://doi.org/10.18261/issn.1891-5949-2017-01-05.
- Thomsen, R. (2014). Non-participation in guidance: an opportunity for development? International Journal for Educational and Vocational Guidance, 14(1), 61-76. https://doi.org/10.1007/s10775-013-9260-0.
- Thomsen, R., Skovhus, R., & Buhl, R. (2013). At vejlede i fællesskaber og grupper. (1 udg.) Valby: Shultz. Vejledningsbiblioteket.
- Thomsen, R. (2011). En undersøgelse af vejledning i fællesskaber. Nordiske Udkast, 37 (1/2), 56-65.
- Thomsen, R. (2009). Vejledning i fællesskaber: karrierevejledning fra et deltagerperspektiv. Fredensborg: Shultz. SE vejledningsbibliotek.